# Altfinnland

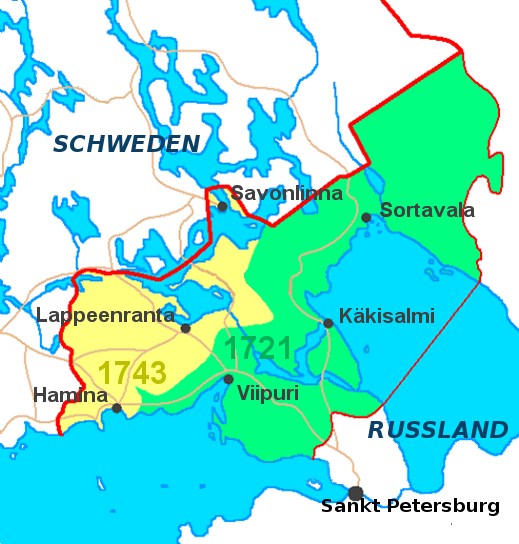
Schwedische Gebietsverluste 1721 und 1743

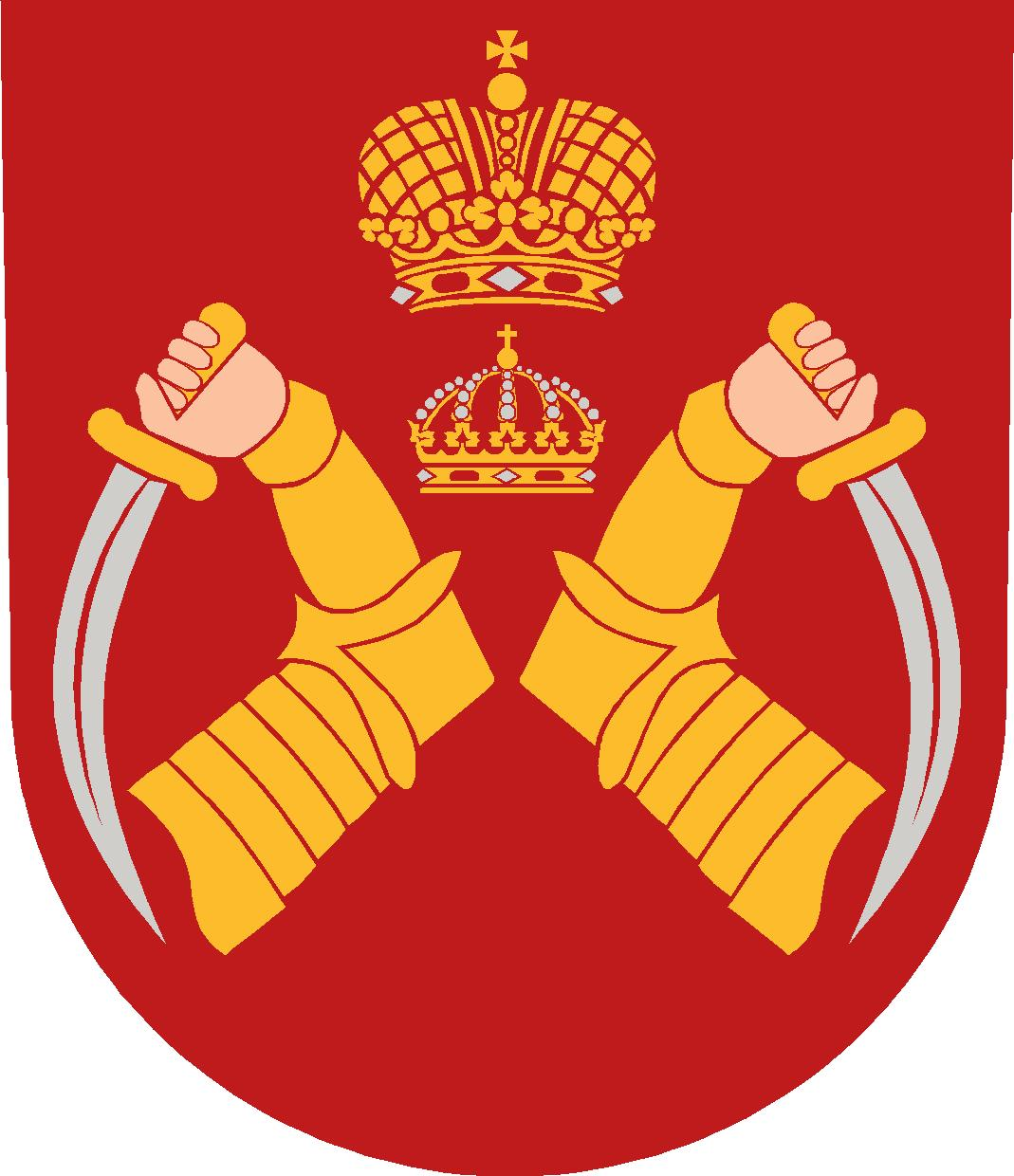
Wappen 1788–1811

Als Altfinnland bzw. Altes Finnland, schwedisch Gamla Finland, finnisch Vanha Suomi, wurden die vormals schwedischen Gebiete der Landschaft Karelien bezeichnet, die nach dem Großen Nordischen Krieg im Frieden von Nystad (1721) und im Vertrag von Åbo (1743) an das Russische Kaiserreich fielen.
Im Frieden von Nystad trat Schweden 1721 die Provinz Kexholms län (finn. Käkisalmen lääni) und einen Gutteil von Viborgs och Nyslotts län (Viipurin ja Savonlinnan lääni) an das Zarenreich ab, im Vertrag von Åbo 1743 einige weitere Gebiete in Südfinnland, darunter die Städte Nyslott (Savonlinna), Villmanstrand (Lappeenranta) und Fredrikshamn (Hamina).
Der russische Kaiser garantierte den Bewohnern Altfinnlands gewisse Privilegien wie die Religionsfreiheit und den Fortbestand schwedischer Gesetze. Die schwedische Landrechtsreform von 1734 trat nur in den noch bis 1743 schwedischen Gebieten in Kraft, in den bereits russischen Gebieten galt weiter das alte Recht; so gab es innerhalb Altfinnlands bis 1812 zwei unterschiedliche Rechtsräume. Im Russischen Kaiserreich wurde Altfinnland ähnlich den baltischen Provinzen verwaltet, und so konnten sich die Gebiete einer gewissen Autonomie erfreuen.
1809 fiel ganz Finnland an Russland und wurde in den Rang eines Großherzogtums mit weitreichender Autonomie erhoben. Als Zeichen seines guten Willens legte der russische Kaiser Alexander I. 1812 Altfinnland als Provinz Wiborg zum Großfürstentum Finnland.